# 格林海尼兴
格林海尼兴（德語：Grünhainichen）是德国萨克森州的市镇，隶属于厄尔士山县。总面积为28.72平方千米，截至2023年12月31日总人口为3,226人。